# 蓄積
| ウィキペディアには「蓄積」という見出しの百科事典記事はありません（タイトルに「蓄積」を含むページの一覧/「蓄積」で始まるページの一覧）。 代わりにウィクショナリーのページ「蓄積」が役に立つかもしれません。 |